# Padrão (descobrimentos)

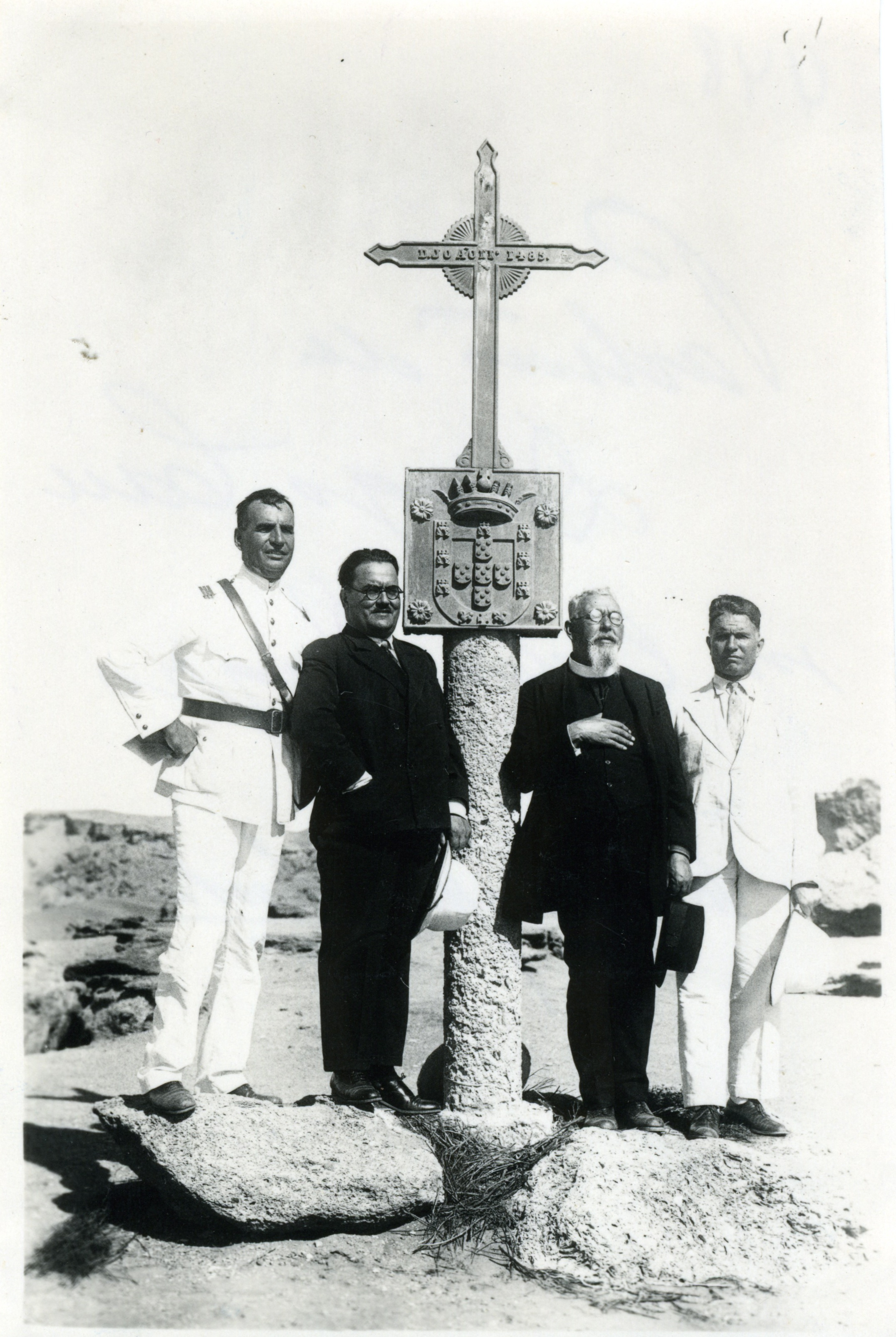
Padrão de Diogo Cão no cabo Negro, Angola

Os padrões ou pedrões são colunas de pedra com as armas portuguesas e uma inscrição, tendo no topo as quinas portuguesas, destinados a afirmar a soberania portuguesa no local onde eram depostos. Diogo Cão colocou o Padrão de S. Agostinho e o de S. Jorge, respectivamente no cabo de Santa Maria (13º27'S de latitude) e na foz do rio Zaire. Colocou ainda um padrão no cabo Negro (15º40'S) e outro no cabo da Cruz (na Namíbia) onde chegou em 1485. A primeira destas viagens teria sido realizada em 1482.
Com o mesmo objetivo de assinalar a prioridade do descobrimento, foram também colocados padrões por Bartolomeu Dias no sudoeste de África (Dias Point) no sueste (False Island) e também no cabo da Boa Esperança. Também Vasco da Gama terá colocado padrões na África austral (Angra de São Brás) e na costa oriental (Quelimane, ilha de Moçambique e Melinde) e nas Laquedivas (ilhéu de Santa Maria).
A Sociedade de Geografia de Lisboa conseguiu recuperar, no século XX, três padrões de Diogo Cão e um de Bartolomeu Dias, parecendo perdidos os de Vasco da Gama.
Um marco de pedra deixado pelos portugueses em 1501, considerado o mais antigo monumento preservado do Brasil, batizado oficialmente Marco de Touros, é objeto de culto por ser considerado, pela população local, uma "pedra santa" capaz de fazer curas milagrosas.
Também foram instalados outros marcos ao longo da navegação portuguesa, como o colocado em Cananéia ao limite sul e em Belém (Pará) ao limite norte, como celebração do Tratado de Tordesilhas.